# Dranse (vattendrag i Schweiz)
Dranse är ett vattendrag i Schweiz. Det ligger i den sydvästra delen av landet, 100 km söder om huvudstaden Bern.
I omgivningarna runt Dranse växer i huvudsak blandskog. Runt Dranse är det ganska glesbefolkat, med 38 invånare per kvadratkilometer.